# For You I Will
A For You I Will Monica amerikai énekesnő egy száma, melyet Diane Warren írt. A dal a Space Jam című film betétdala volt, később felkerült Monica második, The Boy Is Mine című stúdióalbumára.

## Fogadtatása
A dal top 10 sláger lett az Egyesült Államokban a Billboard Hot 100 és a Billboard R&B slágerlistán; előbbin a 4. helyig jutott. A Top Hot 100 év végi összesített Billboard-slágerlistán a 13. helyre került. Az USA-ban platinalemez. Új-Zélandon a slágerlista 2. helyig jutott, ezzel Monica második legsikeresebb dala a The Boy Is Mine mögött, ami a következő évben jelent meg.

## Számlista
CD kislemez (USA)
1. For You I Will (Radio edit) – 4:10
2. For You I Will (Instrumental) – 4:53

CD maxi kislemez (Németország)
1. For You I Will (Radio edit) – 4:10
2. For You I Will (Instrumental) – 4:53
3. For You I Will (Album version) – 4:53

## Helyezések
| Slágerlista (1997)               | Legmagasabb helyezés |
| -------------------------------- | -------------------- |
| USA Billboard Hot 100            | 4                    |
| USA Billboard Hot R&B Songs      | 2                    |
| USA Billboard Adult Contemporary | 3                    |
| Ausztrál ARIA kislemezlista      | 45                   |
| Brit kislemezlista               | 27                   |
| Holland kislemezlista            | 51                   |
| Német kislemezlista              | 80                   |
| Új-zélandi RIANZ kislemezlista   | 2                    |